# Cargill
Cargill, Inc. är ett amerikanskt globalt konglomerat som har verksamheter främst inom livsmedelsindustrin, jordbruk, läkemedel, energi, råvaruhandel, finansiella tjänster och industriell produktion. Företaget grundades 1865 av W.W. Cargill som då förvärvade ett spannmålsmagasin i Conover, Iowa. I och med tiden har företaget brett ut sig i andra branscher och blivit USA:s näst största privata företag efter omsättning, där de hade för 2019 113,5 miljarder amerikanska dollar och sysselsatte 155 000 anställda i 70 länder världen över.